# Ölands Gårdsbryggeri

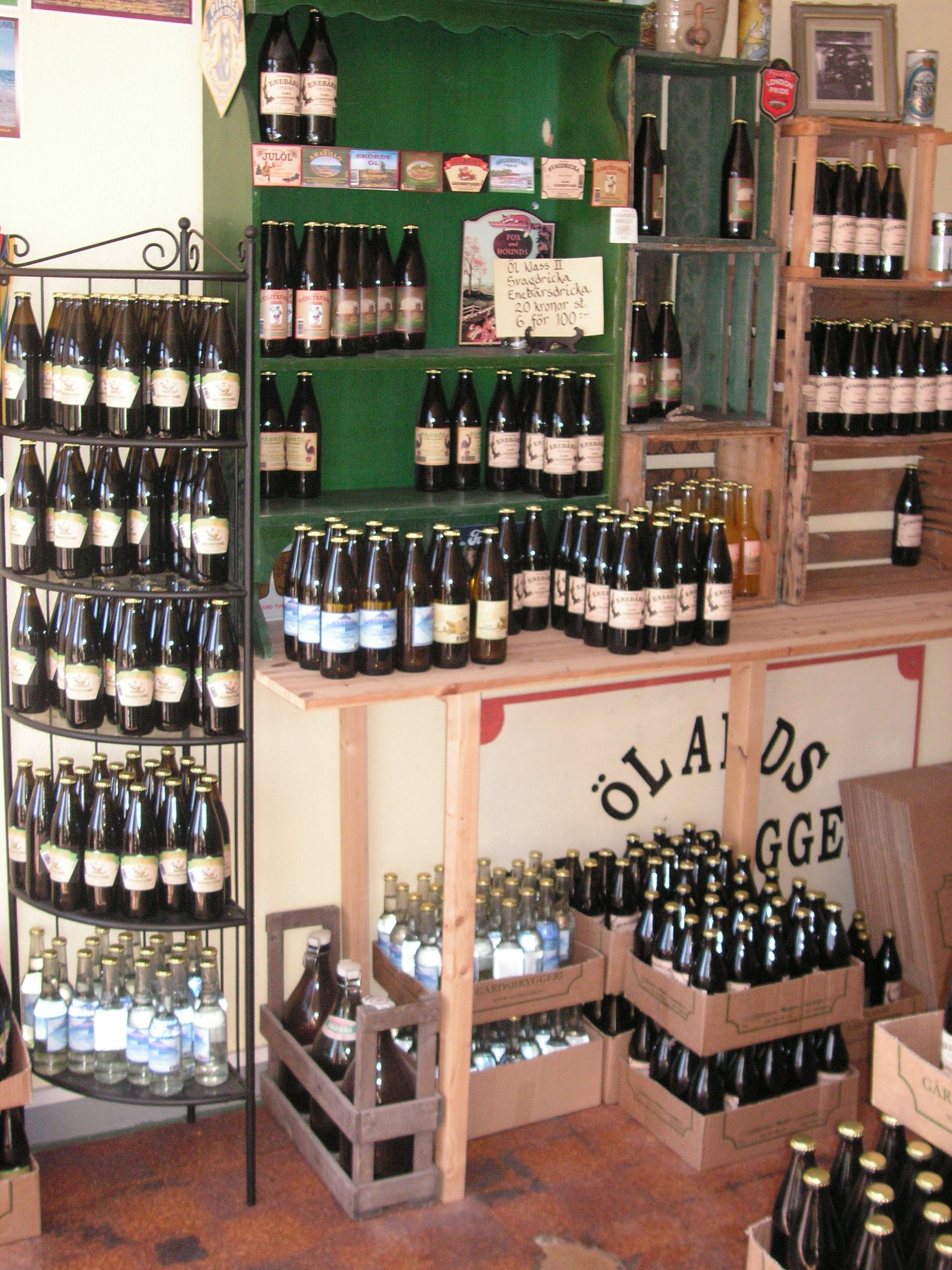
Interiör från butiken.

Ölands Gårdsbryggeri var ett mikrobryggeri i Södra Möckleby i Mörbylånga kommun. Bryggeriet grundades år 2002 med inriktning på svagdricka, läsk och lättöl. 2006 flyttade bryggeriet till större lokaler och fick samtidigt tillstånd för tillverkning av folköl och starköl. 2009 lades produktionen ner. I anslutning till bryggeriet fanns en liten butik som sålde produkter upp till folkölsstyrka. Starkölen fanns på utvalda krogar runt om i Sverige. Bland starkölsprodukterna märktes Amarillo golden ale, Långe Eriks bästa bitter och Token från Öland.